# Free Willy 3: The Rescue
Free Willy 3: The Rescue (conocida como Liberad a Willy 3: El rescate en España y Liberen a Willy 3 en Hispanoamérica) es una película familiar de 1997 dirigida por Sam Pillsbury, y protagonizada por Keiko, Jason James Richter y August Schellenberg. 

## Argumento
Jesse tiene dieciséis años y trabaja como investigador de orcas en un barco de búsqueda llamado Noah junto a su viejo amigo Randolph. Sospechan que Willy y su familia están siendo ilegalmente cazados por los balleneros que comercian en el mercado negro.

## Reparto
- Keiko es Willy.
- Jason James Richter es Jesse Greenwood.
- August Schellenberg es Randolph Johnson.
- Annie Corley es Drew Halbert.
- Vincent Berry es Max Wesley.
- Patrick Kilpatrickes John Wesley.
- Tasha Simms es Mary Wesley.
- Peter LaCroix es Sanderson.
- Stephen E. Molinero es Dineen.
- Ian Tracey es Kron.
- Matthew Walker es Capitán Drake.
- Roger R. Cross es 1.º compañero de Stevens.
- Rick Burgess es Smiley.

## Recepción
La película tuvo una recepción mayoritariamente mixta. La película lleva una puntuación de 44% en ''Rotten Tomatoes'', basado sobre 16 revisiones.